# Comare Morte

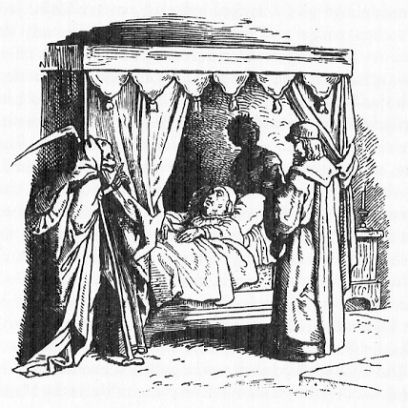
La morte ai piedi del re, con il giovane medico al suo fianco

Comare Morte (Der Gevatter Tod) è una fiaba tradizionale tedesca, raccolta dai fratelli Grimm come fiaba numero 44.

## Trama
Un uomo povero ha dodici figli e lavora appena abbastanza per sfamare ognuno di loro ogni giorno. Alla nascita del tredicesimo figlio, l'uomo decide di trovare un padrino per lui; esce, quindi, sulla strada maestra e incontra Dio che cammina e gli chiede di essere il padrino del figlio, promettendogli salute e felicità. L'uomo, dopo aver scoperto che egli è Dio, rifiuta l'offerta dicendo che Dio condona la povertà, ma ignora il fatto che il Padre Eterno ricompensa in Paradiso tutte le sofferenze provate in vita. Successivamente sulla stessa strada l'uomo incontra il Diavolo, che similmente richiede di divenire il padrino del figlio, promettendo oro e tutte le gioie del mondo. L'uomo, dopo aver scoperto di parlare con il diavolo, rifiuta ancora dicendo che egli inganna il genere umano.
Ancora camminando sulla strada maestra, l'uomo incontra la Morte e decide di far divenire lei la madrina del figlio, adducendo il motivo che la morte porta via ricchi e poveri, senza discriminazione. La domenica successiva, quindi, la Morte diviene madrina del figlio.
Quando il ragazzo diviene maggiorenne, la morte gli appare e lo porta in una foresta, nella quale crescono delle speciali erbe curative. Lì la morte gli promette di farlo diventare un famoso medico, dopo di che gli spiega che ogni volta che si troverà a curare una persona particolarmente malata, la morte apparirà di fianco al letto del paziente: se essa apparirà vicino alla testa del malato, il medico dovrà somministrargli la particolare erba curativa che ha radici in quella foresta, se al contrario apparirà ai piedi del paziente, non ci sarà alcuna possibilità di salvarlo.
Presto il ragazzo diviene un medico famoso, come previsto dalla morte, ed inizia ad accumulare ricchezze grazie alla sua incredibile capacità di prevedere se una persona rimarrà in vita o morirà. Quando anche il re di tutte le terre si ammala, manda a chiamare il giovane per curarlo.
Quando il medico arriva al capezzale del re, rimane interdetto dal fatto che la morte si trova ai piedi del malato e decide di giocare uno scherzo a quest'ultima. Gira il re nel suo letto, di modo che la morte si trovi ora vicino alla sua testa, e lo cura con le speciali erbe curative.
Non molto tempo dopo, la morte esprime tutto il suo disappunto e la sua ira verso il medico, che ha disobbedito alle sue regole, ma non lo punisce poiché egli è il suo figlioccio, tuttavia, lo avvisa che se mai si comporterà ancora allo stesso modo, essa si vendicherà prendendogli la sua stessa vita.
Poco dopo anche la figlia del re si ammala gravemente e la corte manda di nuovo a chiamare il giovane medico. Il re gli promette la mano della figlia e l'eredità del trono, se egli riuscirà a curarla, tuttavia quando il medico visita la principessa vede che la morte si trova ai suoi piedi, senza darle possibilità di speranza. Catturato dalla bellezza della principessa e dal pensiero di poter divenire suo marito, il medico ignora di nuovo la morte e le gioca lo stesso scherzo che aveva in precedenza effettuato col re: gira la principessa in modo da farle trovare la morte vicino alla testa e immediatamente la cura con le erbe speciali.
Proprio mentre la principessa sta per riprendersi, la morte strattona il medico per un braccio e lo porta in una caverna sotterranea, nella quale si trovano migliaia e migliaia di candele, tutte sciolte ad altezze diverse. La morte spiega quindi al figlioccio che le candele simboleggiano la durata della vita di ogni persona e gli mostra la candela che rappresenta la sua vita: essa è molto corta, a segno che la vita del medico è arrivata quasi alla fine.
Il medico inizia a supplicare la sua madrina di accendere una nuova candela per lui, in modo da fargli vivere una vita felice come re e marito della bellissima principessa. A questo punto, la morte sembra riconsiderare le sue idee e fa per prendere una nuova candela, alla quale avrebbe passato la fiamma della vita del suo figlioccio dalla precedente. Tuttavia, nel momento in cui si trova a passare la fiamma da una candela all'altra, la morte decide di prendersi finalmente la sua vendetta e fa cadere di proposito la prima candela, la cui fiamma si spegne. Nel momento in cui la fiamma è del tutto estinta, il medico cade a terra, morto.

## Finale
La storia fu inclusa nella prima edizione di Kinder- und Hausmärchen, ma comprendeva un finale diverso. La prima edizione della fiaba finisce quando la Morte mostra al medico la candela, mentre la seconda versione, quella inclusa nella raccolta Kinder- und Hausmärchen, racconta che la Morte finge di accendere la candela e viene meno di proposito, uccidendo il medico.

## Adattamenti
Le fiabe son fantasia, anime giapponese del 1987, propone un adattamento della fiaba in un episodio, tuttavia vi è qualche alterazione rispetto alla storia originale: invece di Dio, il primo ad offrirsi come padrino del tredicesimo figlio è un angelo, che l'uomo avaro rifiuta poiché tradizionalmente gli angeli ricompensano le anime solo in Paradiso (sebbene nel doppiaggio italiano l'angelo si presenti proprio come Dio), mentre l'uomo vuole che suo figlio sia ricco in vita; dopo di che, viene tagliato l'episodio del Diavolo e si giunge direttamente all'incontro dell'uomo con la morte. Proseguendo con la storia, una grande differenza avviene alla fine, quando il protagonista, disgustato dal trucco usato dalla morte per curare le persone, decide di sacrificare la sua stessa vita per salvare una principessa bambina, ritardando la sua morte e permettendole di curarsi. Questo episodio non andò mai in onda in Nord America, presumibilmente censurato insieme ad altri della stessa serie, come quello riguardante la storia di Barbablù.
La fiaba, sempre in stile anime, viene adattata nella serie Le più belle favole del mondo, e il titolo dell'episodio è L'Uomo che Imbrogliò la Morte. Qui si salta tutta la parte iniziale: l'episodio inizia con il protagonista che si lamenta della sua povertà e quindi la morte non è padrino del protagonista, che in questa versione ha un carattere molto fedele all'originale. Si salta anche la parte del re e si arriva subito alla principessa, alla fine della storia originale, il protagonista supplica la morte di allungare la sua candela, ma in questa versione cerca di farlo da solo, ma non fa in tempo e perisce. Qua la morte è raffigurata come femmina, ma nella storia originale invece è raffigurata come maschio dato che il titolo è "Comare Morte" quindi Padrino.
The Storyteller, una serie televisiva live-action anglo-americana, racconta un episodio fortemente influenzato dalla fiaba della Comare Morte: il protagonista non è il figlioccio della Morte, ma ricorre la stessa usanza di curare i malati se la morte si trova vicino alla loro testa e di non avere alcuna speranza se essa si trova a loro piedi. In questa versione, il medico intrappola la morte in un sacco quando la trova ai suoi stessi piedi.
In Strange and Spooky Stories di Andrew Peters vi è una variante irlandese della storia, nella quale una ragazza fa una patto con la morte per divenire medico. Successivamente la ragazza inganna la morte per salvare la vita di un principe, di cui poi diviene la moglie. Diversamente dalla versione dei Grimm, questa storia ha un lieto fine. Durante la prima notte di nozze, la morte porta la ragazza nell'oltretomba, dove le mostra una clessidra rappresentante la sua vita: essa mostra che la ragazza è in procinto di morire di lì a poche ore. La giovane, tuttavia, riesce ad ingannare la morte fingendosi addormentata, dopodiché riempie di nuovo non solo la sua clessidra, ma anche quella di suo marito, ad un punto tale che i due diventeranno immortali.